# 이현재 (철학자)
이현재는 대한민국의 철학자이다. 서울시립대학교 도시인문학연구소 HK교수이다. 2017년 현재 여성문화이론연구소 대표이다.

## 학력
- 이화여자대학교 독어독문학 학사
- 이화여자대학교 대학원 철학 석사
- 프랑크푸르트요한볼프강괴테대학교대학원 철학 박사

## 경력
- 서울시립대학교 도시인문학연구소 HK교수
- 여성문화이론연구소 대표

## 저서
- 《여성의 정체성》. 책세상. 2007년. ISBN 9788970136271
- 《여성혐오 그 후》. 들녘. 2016년. ISBN 9791159252013

### 공저
- 이상봉 등. 《공간에 대한 철학적 이해》. 라움. 2016년. ISBN 9791195044887

### 역서
- 악셀 호네트 저. 문성훈·이현재 역. 《인정투쟁》. 사월의노래. 2011년. ISBN 9788997186013
- 낸시 프레이저 등 저. 이현재 역. 《불평등과 모욕을 넘어》. 그린비. 2016년. ISBN 9788976824271

## 방송 출연
- EBS 《까칠남녀》 : 패널[4]